# Johann Georg Christian Lehmann
Johann Georg Christian Lehmann (Haselau, 25 febbraio 1792 – Amburgo, 12 febbraio 1860) è stato un botanico tedesco.
È stato tra i fondatori dell'Orto botanico di Amburgo che ha poi diretto, contribuendo a farne uno dei più rinomati della Germania.

## Opere
- Generis Nicotianarum historia (1818).
- Plantae e familia asperifoliarum nuciferae (F. Dümmler, Berlino, due volumi, 1818).
- Monographia generis Potentillarum (Hoffmann et Campe, Amburgo, 1820).
- Icones et descriptiones novarum et minus cognitarum stirpium (Perthes e Besser, Amburgo, 1821).
- Novarum et minus cognitarum stirpium (J. A. Meissneri, Amburgo, 1828).
- Ansichten und Baurisse der neuen Gebäude für Hamburgs öffentliche Bildungsanstalten (J. A. Meissner, Amburgo, 1840).
- Revisio potentillarum iconibus illustrata (E. Weberum, Bonn / Breslavia, 1856).